# Thủy điện Nậm Pung
Thủy điện Nậm Pung là thủy điện xây dựng trên dòng Nậm Pung tại vùng đất xã Nậm Pung và xã Mường Hum, huyện Bát Xát tỉnh Lào Cai, Việt Nam .
Thủy điện Nậm Pung có công suất lắp máy 9,3 MW với 3 tổ máy, sản lượng điện hàng năm 30 triệu KWh. Công trình đã từng được khởi công tháng 12/2007 và dự kiến nhà máy phát điện vào cuối năm 2009, tuy nhiên đến tháng 5/2014 mới chính thức phát điện .

## Nậm Pung
Nậm Pung là dòng suối chảy ở các xã Ngũ Chỉ Sơn thị xã Sa Pa, Nậm Pung và Mường Hum huyện Bát Xát tỉnh Lào Cai. Nó là một trong các suối hợp lưu thành sông Mường Hum hay Ngòi Phát (hay sông Sinh Quyền) ở huyện Bát Xát .
Nậm Pung bắt nguồn từ xã Ngũ Chỉ Sơn, chảy theo hướng tây bắc qua xã Nậm Pung. Đến xã Mường Hum thì hợp lưu với các dòng suối Pờ Hồ, ngòi Tà Lơi và Nậm Ho thành sông Mường Hum. Từ đây sông Mường Hum chảy hướng đông bắc, có tên là Ngòi Phát, đổ vào sông Thao tại ranh giới hai xã Cốc Mỳ và Bản Vược của huyện Bát Xát .

## Chỉ dẫn
1. ↑  Trong tiếng Thái-Tày "Nậm" có nghĩa là nước, sông, suối.